# Museo A+D
El Museo A+D, también conocido como Museo de Arquitectura y Diseño de Los Angeles, es un museo de arquitectura y diseño de Los Ángeles, California. Se encuentra ubicado en Wilshire Boulevard en el Museum Row en el distrito Miracle Mile, junto al Museo automotriz Peterson.

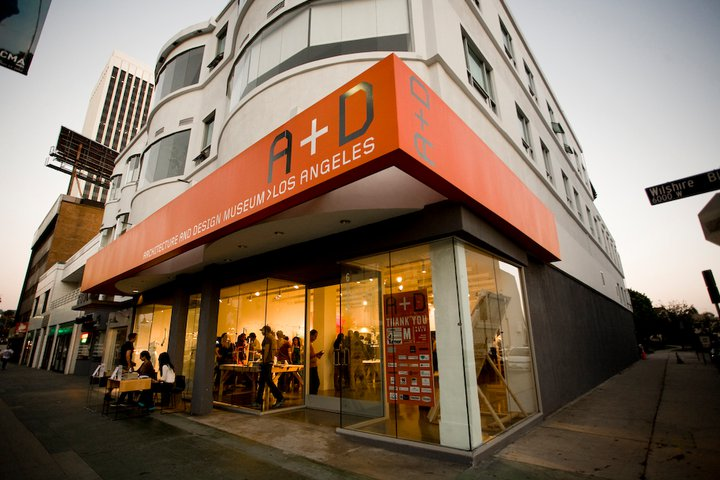
A+D Museum 2011. 6032 Wilshire Boulevard

## Historia
El museo A+D Museo fue fundado por Stephen Kanner y Bernard Zimmerman en 2001. Kanner se inspiró en un museo parecido que había visitado en Helsinki,Finlandia.
El museo A+D abrió sus puertas en enero de 2001 en el edificio Bradbury, ubicado en 304 South Broadway (3rd Street y Broadway) en el centro de Los Ángeles; un espacio generosamente donado por Ira Yellin. Cuando el edificio Bradbury fue vendido en 2003 el museo se trasladó a una ubicación temporal en el Sunset Strip de West Hollywood. En 2006 el Museo A+D encontró un hogar en Museum Row en el barrio de Miracle Mile en 5900 Wilshire Boulevard; en la calle de LACMA. En abril de 2010, el museo abrió un lugar permanente en 6032 Wilshire Boulevard, enfrente de la Museo de Arte del condado de Los Ángeles.

## Misión
El museo A+D fue creado para celebrar y promover el conocimiento de la arquitectura y el diseño en la vida cotidiana a través de exposiciones, programas educativos y de divulgación pública de la comunidad del diseño, así como el público en el área metropolitana de Los Ángeles.

## Comunidad
El museo A+D es un centro de información inclusiva y educación para el diseño, incluyendo arquitectura, diseño interior, diseño del paisaje, diseño de moda, diseño del producto, diseño gráfico y diseño de cine/teatro. Es el único museo en Los Ángeles, donde hay exhibiciones continuas de la arquitectura y el diseño. A través de exposiciones, simposios, proyectos multidisciplinarios, programación educativa y comunitaria, A+D sirve como un escaparate para el trabajo de importantes diseñadores regionales, nacionales e internacionales, proporcionando un foro para temas de actualidad en la arquitectura, urbanismo, y diseño que están ayudando a dar forma a la ciudad.
El museo A+D también alberga el Centro de Educación Kanner Stephen de Arquitectura y Diseño, que se asocia con varias organizaciones en Los Ángeles para proporcionar a los estudiantes con diferentes oportunidades el aprendizaje, el crecimiento y la tutoría. Este centro sirve como sede de trabajo de los estudiantes, las críticas especiales, conferencias, proyecciones de películas y talleres de educación en curso, incluyendo el programa de diseño de A+D ARkidECTURE. El escaparate de diseño y arquitectura en curso de exposiciones de estudiantes y jóvenes diseñadores facilita el crecimiento en el aprendizaje de todas las edades, desde jóvenes practicantes al público en general. Las asociaciones han incluido Heart of Los Angeles (HOLA), St. Village de Elmo, Museo de Artesanía y Arte Popular, Museo automotriz Petersen y BROODWORK.

## Historial
El museo A+D Museo es una organización sin fines de lucro 501(c)(3) financiada por donaciones públicas, del gobierno y donaciones de fundaciones privadas y empresas patrocinadoras. A+D es un miembro de la Alianza Americana de Museos, la Confederación Internacional de Museos de Arquitectura y es reconocido por asociaciones de la industria de diseño, como el Instituto Americano de Arquitectos, la Sociedad de Diseñadores Industriales de América y la Fundación Americana de Arquitectura.

## Exhibiciones notables
Exposiciones claves definen la agenda del museo y sus contribuciones al discurso de la arquitectura. Algunos de las notables exposiciones de A+D son:
- NEVER BUILT: Los Angeles (07/28/13 hasta 10/27/13). Una ilustración de muchos diseños principalmente arquitectónicos que estaban previstos para la ciudad pero nunca se construyeron. La muestra, que incluye maquetas, bocetos y representaciones de una serie de arquitectos incluyendo Lloyd Wright, Frank Gehry y Jean Nouvel, ofrecían una visión en lo que podría haber sido Los Ángeles, ciudad que promueve la innovación arquitectónica.
- AFTER THE FLOOD: Construyendo sobre terreno alto (04.18.08 hasta 06.28.08) que ofrece una actualización ampliada de la exposición del Pabellón de Estados Unidos en el 2006 Arquitectura de Bienal de Venecia comisariada por Christian Ditlev Bruun mostrando respuestas arquitectónicas a la devastación de 2005 en Nueva Orleans después del huracán Katrina. La actualización incluye una evaluación de la reconstrucción de Nueva Orleans y el Proyecto Rosa (2008) por Brad Pitt y INJERTO para la Fundación Make It Right. El 27 de junio de 2009 A+D fue sede estadounidense de los diálogos y serie de simposios internacionales que reúnen a arquitectos, planificadores y ambientalistas de Asia, América Latina y Estados Unidos.
- 34 LOS ANGELES ARCHITECTS (11/18/04 a 02/22/05) que ilustra el espíritu y la emprendimiento de 30 LA Arquitectos y su impacto en Los Ángeles.
- PUBLIC WORKS: Diseños de arquitectura para la ciudad de Los Ángeles (07/15/04 a 09/09/04). Diseños para la ciudad de Los Ángeles por los arquitectos con sede en Los Ángeles. La gama de proyectos refleja el alcance de la inversión pública en el desarrollo y mejora de la ciudad.
- RICHARD NEUTRA: VDL Research House ll (07/15/04 a 09/09/04).
- RAY KAPPE: La retrospectiva (11.13.03 hasta 02.06.04). Primero importante retrospectiva del influyente arquitecto y educador Ray Kappe, fundador del Instituto del Sur de California de Arquitectura / SCI arco. Más de 50 años de trabajo en los dibujos, modelos y la fotografía de gran formato por Marvin Rand y Julius Shulman. El museo A + D produjo una monografía de Kappe para esta exposición.
- EDWARD TUFTE: Escaping Flatland (11/07/02 a 02/13/03). Escaping Flatland fue la primera exposición de la costa oeste que muestra el trabajo del diseñador de la información Edward Tufte.
- L.A. NOW: Creando una nueva visión para el centro de Los Ángeles (09/26/02 a 11/30/02). Volver a pensar la ciudad y los planes para su futuro en el siglo 21.